# Jake Dotchin
Jacob „Jake“ Dotchin (* 24. März 1994 in Cambridge, Ontario) ist ein kanadischer Eishockeyspieler, der zuletzt bis zum Ende der Saison 2023/24 bei den Rytíři Kladno aus der tschechischen Extraliga unter Vertrag gestanden und dort auf der Position des Verteidigers gespielt hat. Zuvor absolvierte Dotchin unter anderem 103 Spiele für die Tampa Bay Lightning und Anaheim Ducks in der National Hockey League (NHL).

## Karriere
Dotchin verbrachte seine Juniorenzeit mit Beginn der Saison 2011/12 an bei den Owen Sound Attack in der Ontario Hockey League, nachdem er zuvor in der Greater Ontario Junior Hockey League nur im unterklassigen Juniorenbereich gespielt hatte. Dem Team blieb der Verteidiger bis zum Januar 2013 treu, ehe er zum Titelanwärter Barrie Colts transferiert wurde. Mit der Mannschaft unterlag er im selben Jahr den London Knights in der Finalserie um den J. Ross Robertson Cup.
Nachdem der Abwehrspieler bereits im NHL Entry Draft 2012 in der sechsten Runde an 161. Stelle von den Tampa Bay Lightning aus der National Hockey League ausgewählt worden war, unterzeichnete er dort im April 2014 seinen ersten Profivertrag. Bis Mitte Januar 2017 kam er dort ausschließlich für Tampas Farmteam, die Syracuse Crunch, in der American Hockey League zum Einsatz, ehe er erstmals in den NHL-Kader der Lightning berufen wurde und in der NHL debütierte.
Im September 2018 wurde sein Vertrag von Seiten der Lightning aufgelöst. Medienberichten zufolge sei er mit deutlichem Übergewicht aus der off-season zur Saisonvorbereitung erschienen. Mitte Oktober fand er in den Anaheim Ducks einen neuen Arbeitgeber und erhielt dort einen Vertrag bis zum Ende der Saison 2018/19. Ebenfalls als Free Agent wechselte er im Juli 2019 zu den St. Louis Blues, wo er abermals einen Einjahresvertrag erfüllte. Nachdem er in der Spielzeit 2020/21 ohne Team verblieben war, schloss er sich im Juli 2021 den Rytíři Kladno aus der tschechischen Extraliga an. Dort verbrachte der Kanadier insgesamt drei Spielzeiten, in denen er mit dem Klub zweimal den Klassenerhalt erst in der Relegation sicherte, bis zum Sommer 2024. Danach war Dotchin im kanadischen Amateur-Eishockey aktiv.

## Karrierestatistik
Stand: Ende der Saison 2023/24
(Legende zur Spielerstatistik: Sp oder GP = absolvierte Spiele; T oder G = erzielte Tore; V oder A = erzielte Assists; Pkt oder Pts = erzielte Scorerpunkte; SM oder PIM = erhaltene Strafminuten; +/− = Plus/Minus-Bilanz; PP = erzielte Überzahltore; SH = erzielte Unterzahltore; GW = erzielte Siegtore; 1 Play-downs/Relegation; Kursiv: Statistik nicht vollständig)